# Slabošovka
Slabošovka je rozhledna 1 km západně od městysu Besednice v okrese Český Krumlov. Nachází se na stejnojmenném návrší (623 m n. m.) náležejícím do Soběnovské vrchoviny (Pořešínské pahorkatiny).

## Historie
Vedení obecního úřadu Besednice usilovalo o výstavbu rozhledny již od poloviny 90. let 20. století, nikoli však na Slabošovce, ale na Kohoutu (871 m). Poté, co neprošel schvalovacím řízením plán výstavby vysílače s rozhlednou na Kohoutu, podmínili besedničtí návrh společnosti T-Mobile na stavbu telekomunikační věže na Slabošovce požadavkem, aby její součástí byla vyhlídková plošina. Na jaře 2002 proběhla stavba čtyřboké kovové věže vysoké 35 m a téhož roku na podzim byla volně zpřístupněna plošina ve výšce 24 m, kam vede 120 schodů.

## Přístup

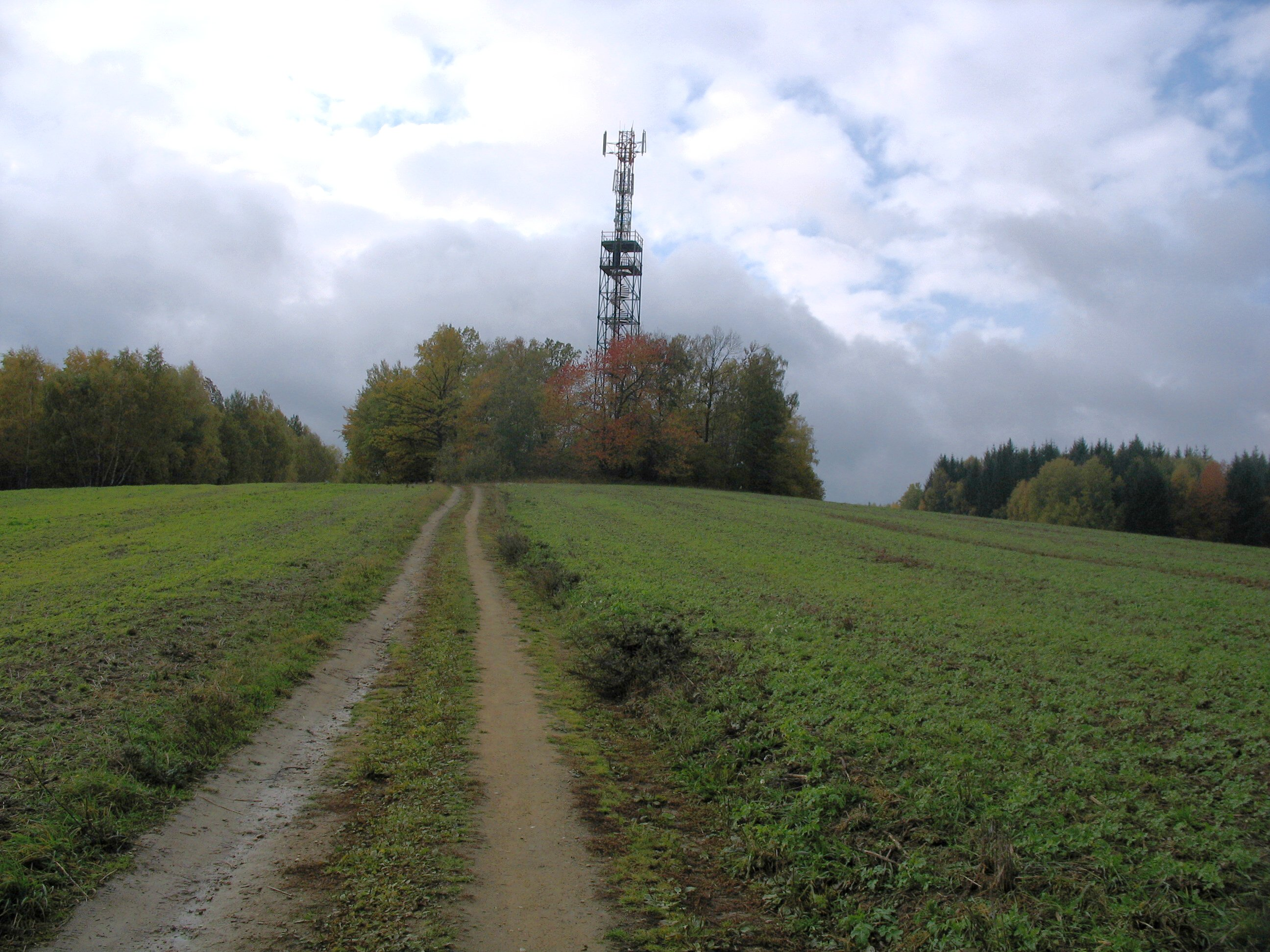
Cesta na Slabošovku z Besednice

Vhodným výchozím místem je náměstí v Besednici, odkud vede zelená turistická značka, z níž se na konci obce u božích muk odbočí vpravo na polní cestu vedoucí až k rozhledně.

## Výhled
Z rozhledny se směrem k jihu otevírá výhled na blízkou Besednici, kostel v Soběnově, vrcholy Slepičích hor, v pozadí Novohradské hory. Na západě je viditelný blízký hrad Pořešín a obzor uzavírá Šumavské podhůří s dominantní horou Poluška s vysílačem a Blanský les s Kletí. Na sever se otevírá daleký výhled do údolí Stropnice a českobudějovické pánve, nad nimiž se zvedají Todeňská hora, Vápenický vrch, Lišovský práh a dále obce Ločenice, Borovany, Nesměň a Střížov. Na východní straně leží město Trhové Sviny, za nímž následuje pás lesů Třeboňské pánve. Za zvláště výborné dohlednosti lze na jihu spatřit Alpy.